# 루마니아 올림픽 체육 위원회
루마니아 올림픽 체육 위원회(루마니아어: Comitetul Olimpic și Sportiv Român)는 루마니아의 국가 올림픽 위원회이다. IOC 코드는 ROU이다. 본부는 부쿠레슈티에 있으며 유럽 올림픽 위원회에 소속되어 있다.
1914년에 루마니아 올림픽 위원회(루마니아어: Comitetul Olimpic Român)라는 이름으로 설립되었으며 같은 해에 국제 올림픽 위원회의 승인을 받았다. 2004년에 지금과 같은 이름으로 바뀌었다. 28개 국가 하계 스포츠 종목 연맹과 4개 국가 동계 스포츠 종목 연맹이 소속되어 있으며 루마니아의 스포츠 발전을 담당한다. 또한 올림픽, 유러피언 게임을 비롯한 국제 스포츠 대회에 참가하는 루마니아의 선수들을 대표한다.

## 같이 보기
- 올림픽 루마니아 선수단